# Cyazofamid
Cyazofamid ist eine chemische Verbindung aus der Gruppe der Imidazole (Cyanoimidazole) und Sulfonamide.

## Gewinnung und Darstellung
Cyazofamid kann durch mehrstufige Reaktion ausgehend von 2,2-Dichlor-1-(4-methylphenyl)ethanon durch Dehydratisierung, zwei Deoxygenierungen und eine Chlorierung des Imidazolringes gewonnen werden.

## Eigenschaften
Cyazofamid ist ein brennbarer weißer bis gelblicher Feststoff, der praktisch unlöslich in Wasser ist. Die Halbwertszeit (DT50) gegenüber von Hydrolyse beträgt etwa 25 Tage.

## Verwendung
Cyazofamid wird als Wirkstoff in Pflanzenschutzmitteln verwendet. Es ist ein protektives und begrenzt systemisches Fungizid, welches alle Entwicklungsstufen von Pilzen durch Beeinflussung der Atmung im mitochondrialen Cytochrom-bc1-Komplex hemmt. Es blockiert die innere Andockstelle für Ubichinon und wird deshalb als Qi-Inhibitor bezeichnet. Die Markteinführung erfolgte 2001.

## Zulassung
Cyazofamid wurde 2003 von der EU-Kommission für Anwendungen als Fungizid in die Liste der zugelassenen Wirkstoffe aufgenommen.
In einer Reihe von EU-Staaten, unter anderem in Deutschland und Österreich, sowie in der Schweiz sind Pflanzenschutzmittel (z. B. Ranman) mit diesem Wirkstoff zugelassen.

## Externe Links zu erwähnten Verbindungen
1. ↑  Externe Identifikatoren von bzw. Datenbank-Links zu 2,2-Dichlor-1-(4-methylphenyl)ethanon:  CAS-Nr.: 4974-59-8, EG-Nr.: 610-478-8, ECHA-InfoCard: 100.115.118, PubChem: 576771, Wikidata: Q72466729.